# Zbór Kościoła Adwentystów Dnia Siódmego w Częstochowie
Zbór Kościoła Adwentystów Dnia Siódmego w Częstochowie – zbór adwentystyczny w Częstochowie, należący do okręgu zachodniego diecezji południowej Kościoła Adwentystów Dnia Siódmego w RP.
Pastorem zboru jest kazn. Zenon Korosteński. Nabożeństwa odbywają się w kaplicy przy ul.  	Kazimierza Pułaskiego 21 każdej soboty o godz. 9.30.
Częstochowa jest także miejscem dorocznego ogólnopolskiego Festiwalu „Hosanna”, będącego przeglądem twórczości muzycznej adwentystów dnia siódmego.

## Galeria

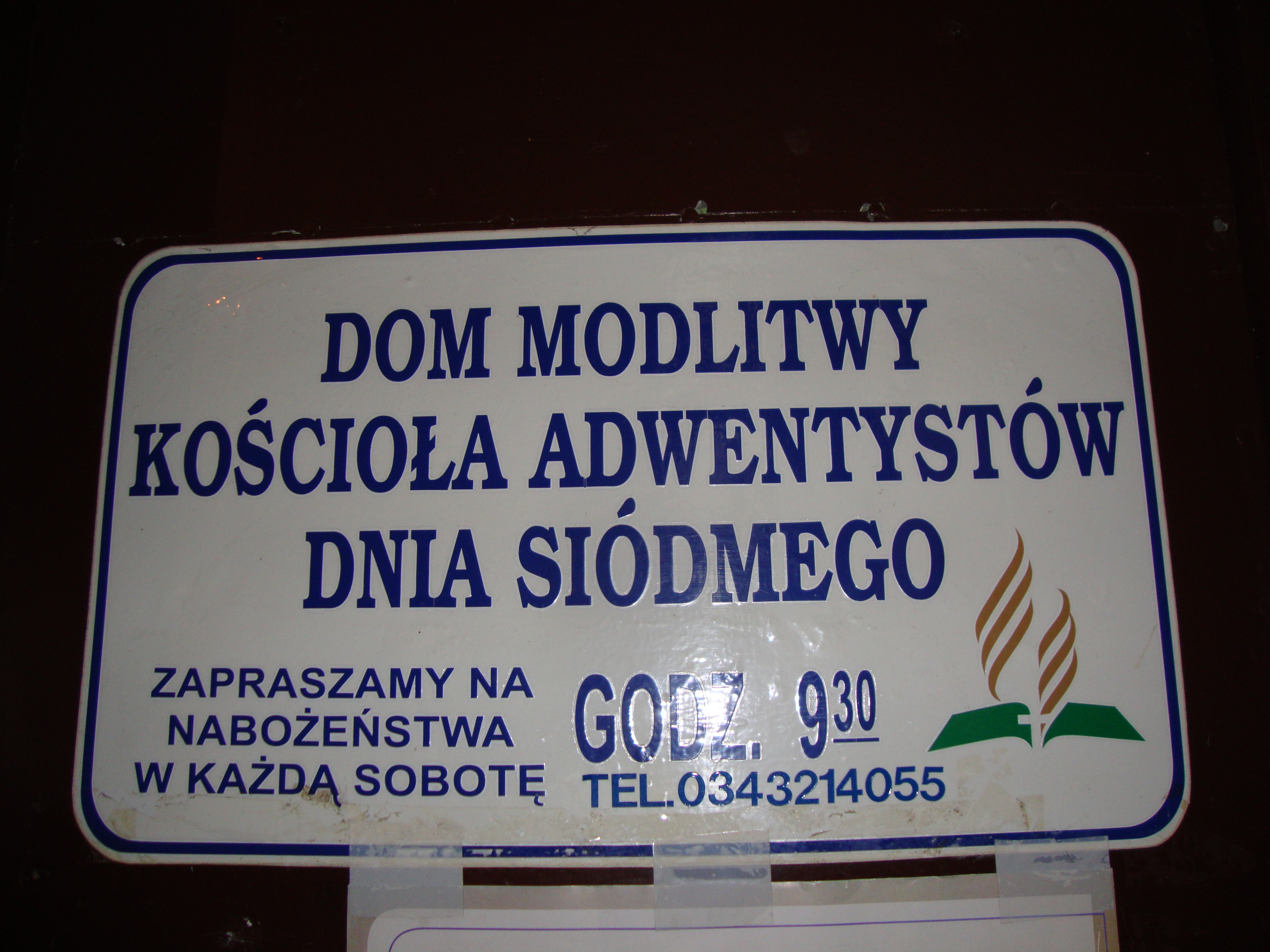
Szyld zboru
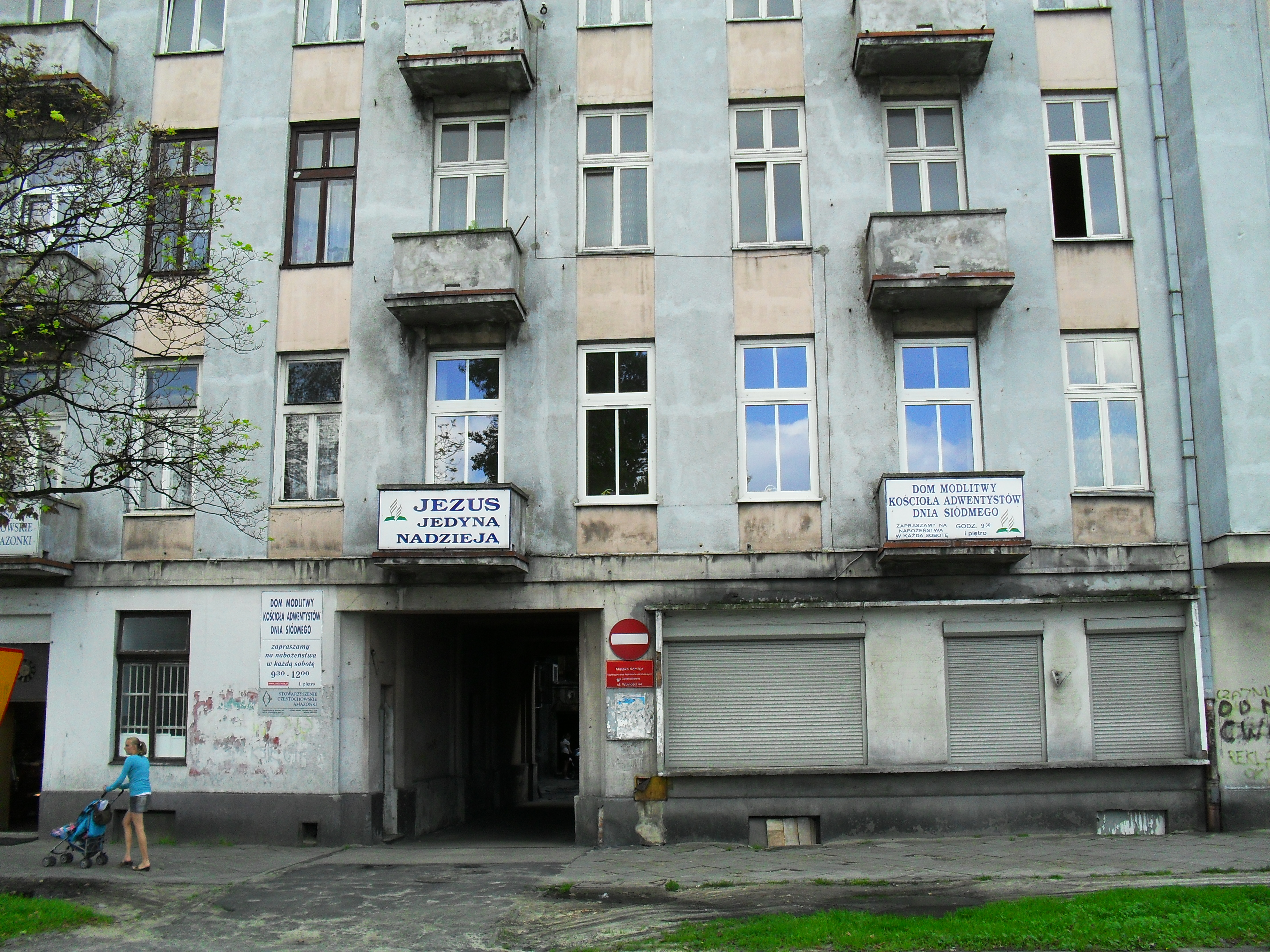
Kamienica, w której ma siedzibę zbór
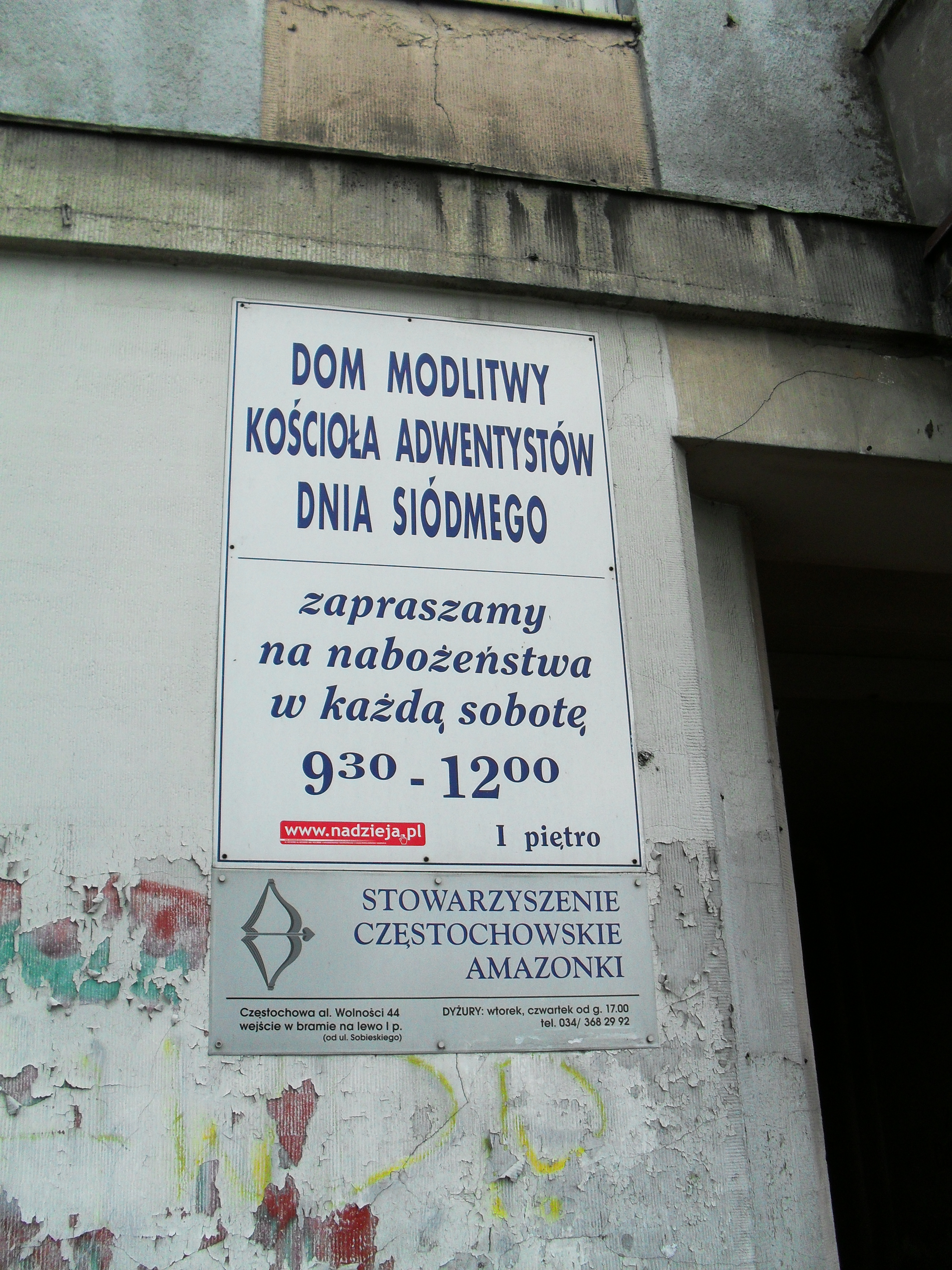
Tablica umieszczona na kamienicy